# Турмаганбет
Турмаганбет (каз. Тұрмағанбет) — село у складі Кармакшинського району Кизилординської області Казахстану. Адміністративний центр та єдиний населений пункт Дауилкольського сільського округу.
У радянські часи село називалось Колхоз імені Леніна або Леніно.
Населення — 1728 осіб (2021; 2240 у 2009, 2347 у 1999, 2129 у 1989).